# 清华大学信息科学技术学院
清华大学信息科学技术学院（简称信息学院，英文简写SIST）是清华大学的一个学院，院级行政管理为虚体建制，下设多个实体建制。主要研究电子科学与技术、信息与通信工程、计算机科学与技术和控制科学与工程。探索下一代互联网技术、通信技术、计算机与智能技术、光电子与纳电子学、工业信息化技术以及基于信息科技的自然科学研究。

## 历史[2]
- 1933年，成立清华大学电机系。

- 1952年，全国高校院系调整期间，北京大学电机系电讯组并入，建立清华大学无线电工程系。

- 1958年，清华大学无线电工程系更名为无线电电子学系。后形成今天的电子工程系。

- 1955年，电机系设立自动控制专业。

- 1956年，电机系设立电子计算机专业。

- 1958年，成立自动控制系成立，含计算机、自动控制和运筹学专业。

- 1970年，成立电子工程系。后形成今天的计算机科学与技术系。

- 1970年，成立工业自动化系。后形成今天的自动化系。

- 1980年，成立微电子学研究所，主要为半导体专业。

- 1994年，组建清华大学信息科学技术学院。

- 2003年，成立清华大学信息技术研究院，清华大学软件学院并入。

## 机构
- 4个系、1个示范性软件学院、2个研究实体
  - 电子工程系
  - 计算机科学与技术系
  - 自动化系
  - 微电子学研究所（微电子与纳电子学系）
  - 软件学院（国家示范性软件学院）
  - 信息技术研究院
- 2个国家工程技术研究中心
  - 国家计算机集成制造系统工程技术研究中心
  - 国家企业信息化应用支撑软件工程技术研究中心
- 1个国家工程实验室
  - 下一代互联网核心网国家工程实验室（信息网络工程研究中心）
- 挂靠单位
  - 北京信息科学与技术国家研究中心